# NGC 6122
NGC 6122 (również PGC 57858) – galaktyka spiralna (Sb), znajdująca się w gwiazdozbiorze Korony Północnej. Została odkryta 6 maja 1886 roku przez Guillaume Bigourdana.
W galaktyce tej zaobserwowano supernową SN 2003ge.